# Crybaby (песня Мэрайи Кэри)
«Crybaby» (с англ. — «Плакса») — песня американской певицы Мэрайи Кэри, выпущенная 20 июля 2000 года под лейблом Columbia Records в формате Дубль-А наряду с песней «Can’t Take That Away (Mariah’s Theme)». Композиция написана Мэрайей совместно с рэпером Snoop Dogg для седьмого студийного альбома певицы Rainbow (1999).
Песня стала центром публичных разбирательств между Мэрайей и её звукозаписывающим лейблом Sony Music Entertainment из-за недостаточной рекламы и минимального содействия продвижению песни в качестве коммерческого сингла. Композиция наряду с другой песней формата Дубль-А «Can’t Take That Away (Mariah’s Theme)» не смогли войти в чарт Billboard Hot 100 из-за установленных правил того времени. В конце концов, песня достигла своего максимума на 28 месте, став первым синглом, не вошедшим в первую двадцатку песен этого чарта за всю музыкальную карьеру Мэрайи.

## Реакция общественности

### Отзывы критиков
Песня получила, в основном, положительные отзывы музыкальных критиков. Дэниэл Смит из Entertainment Weekly назвал песню «сексуальной» и написал: «слова рэпера падают как кристаллы на её бархатный вокал». Рецензент для Rolling Stone, Эрион Бергер, также похвалил «Crybaby», в особенности сочетание строчек Snoop Dogg с голосом Мэрайи. Бергер назвал речитатив «небрежно достойным». Роберт Кристгау из The Village Voice прокомментировал: песня «не является настоящей R&B песней», но отметил «она достаточно хороша, чтобы это сымитировать». Во время рецензирования альбома Rainbow Дара Кук из MTV написала, что «Мэрайя поражает» в этой этой песне, а сотрудничество двух артистов «показало рэпера Snoop Dogg с другой стороны».

### Коммерческий успех
Композиция «Crybaby» была выпущена в качестве третьего сингла с альбома Rainbow в 200 году в формате Дубль-А совместно с песней «Can't Take That Away (Mariah's Theme)». «Can’t Take That Away» была востребована на радиостанциях формата Top 40 Mainstream, а «Crybaby» — на Urban contemporary. Предполагалось, что первый сингл будет успешен в Billboard Hot 100, а второй будет делать ставку на R&B чарты. Обе песни получили минимальную ротацию на радио, и, согласно правилам журнала Billboard того времени, только песня с наибольшим показателем ротаций из дубль-А сингла (в данном случае «Crybaby») могла попасть в чарт. Дубль-А синглы были равнозначными в чартах до 1998 года, после чего чарт Hot 100 изменился с «сингл» на «песенный» чарт, и, следовательно, каждая песня отслеживалась индивидуально. «Crybaby» не появлялась в чарте Billboard Hot 100 Airplay. Сингл дебютировал на 28 месте в Hot 100 благодаря выпуску коммерческого сингла, но минимальные ротации не позволили композиции подняться выше. Сингл провёл две недели в списке сорока лучших песен и семь недель в самом чарте, став первым синглом Мэрайи, не сумевшим войти в двадцатку лучших в США.

## Концертные выступления
Мэрайя выступала с песней «Crybaby» на каждом концерте в рамках Rainbow World Tour. Для выступления был использован следующий реквизит: большая кровать, установленная на сцене, подушки и одеяла, а также небольшой письменный стол. Певица пела в пижаме и повторяла основные сюжеты музыкального видеоклипа. 11 апреля 2000 года во время выступления на Madison Square Garden она бросала плюшевых медведей в зрительный зал и допела песню, лёжа на кровати, установленной на сцене. После кульминации песни заранее записанный куплет Snoop Dogg был слышен на фоне бэк-вокала.

## Список композиций
- CD сингл, выпущенный в США[8]

1. «Crybaby» (Radio Edit) — 4:31
2. «Crybaby» (Album Version) — 5:19

## Сведения об авторах и коллективе
Информация была взята из аннотации к компакт-диску Rainbow.

| - Мэрайя Кэри — автор песни, сопродюсер, вокал - Snoop Dogg — автор песни, вокал - Damizza — сопродюсер - Тедди Райли — автор песни - Аарон Холл — автор песни - Тимми Гатлинг — автор песни - Джин Гриффин — автор песни | - Ники Ричардс — бэк-вокал - Ронни Кинг — аналоговый синтезатор Moog - Майкл Шёшингер — сведе́ние - Эшбёрн Берни Миллер — звукорежиссёр - Брайан Нолен — MIDI-редактор - Джефф Бёрнс — помощник звукорежиссёра - Питер Карем — помощник звукорежиссёра - Бод Людвиг — мастеринг |

## Чарты
| Чарт (2000)                             | Высшее место |
| --------------------------------------- | ------------ |
| Канада (RPM)                            | 41           |
| США Billboard Hot 100                   | 28           |
| США Hot R&B/Hip-Hop Songs (Billboard)   | 23           |
| США Hot R&B/Hip-Hop Airplay (Billboard) | 65           |

1 «Crybaby»/«Can't Take That Away (Mariah's Theme)»[уточнить]